# اقتصاد اتحاد جماهیر شوروی
اقتصاد اتحاد جماهیر شوروی روی یک نظام از مالکیت دولتی بر ابزار تولید، کشاورزی جمعی، تولید صنعتی و یک اقتصاد دستوری اداره شده با برنامه‌ریزی متمرکز بود. ویژگی‌های اقتصاد شوروی دارای اقتصادی با کنترل دولت در سرمایه‌گذاری، مالکیت عمومی دارایی‌های صنعتی، ثبات اقتصاد کلان، وابستگی به منابع طبیعی، کمبود (در پایان عمر شوروی)، بیکاری ناچیز و امنیت شغلی بسیار زیاد بود.
از آغاز سال ۱۹۳۰، روند اقتصاد اتحاد جماهیر شوروی توسط یک سری برنامه‌های پنج ساله هدایت شد. در دهه ۱۹۵۰، اتحاد جماهیر شوروی به سرعت از یک جامعه عمدتاً زراعی به یک قدرت صنعتی بزرگ تبدیل شد. ظرفیت دگرگونی آن به این معنا بود که کمونیسم همواره برای روشنفکران کشورهای در حال توسعه در آسیا جذابیت داشت. نرخ رشد چشمگیر در طول سه برنامه پنج ساله اول (۱۹۲۸–۱۹۴۰) به ویژه با توجه به اینکه این دوره تقریباً با رکود بزرگ مطابقت دارد، قابل توجه است. در این دوره، اتحاد جماهیر شوروی شاهد رشد سریع صنعتی در حالی که سایر مناطق از بحران رنج می‌بردند شد. شورای امنیت ملی کاخ سفید ایالات متحده، رشد مستمر را به عنوان «توانایی اثبات شده برای عبور سریع کشورهای عقب مانده از بحران تر طریق مدرنیزاسیون و صنعتی شدن» توصیف کرد و پایه‌های اقتصادی فقیرانه ای که برنامه‌های پنج ساله شوروی به دنبال بهبود آن بودند، به این معنی بود که شوروی در هنگام عملیات بارباروسا در سال ۱۹۴۱، کشوری هنوز فقیر بود.
نقطه قوت اصلی اقتصاد شوروی، عرضه عظیم نفت و گاز آن بود که و به دلیل بحران‌های جهانی قیمت جهانی نفت در دهه ۱۹۷۰، بسیار به رشد شوروی کمک کرد. همان‌طور که دانیل یرگین اشاره می‌کند، اقتصاد شوروی در دهه‌های پایانی خود «به شدت به منابع طبیعی عظیم - به ویژه نفت و گاز» وابسته بود. قیمت جهانی نفت در سال ۱۹۸۶ سقوط کرد و فشار زیادی بر اقتصاد شوروی وارد شد. پس از اینکه میخائیل گورباچف، دبیرکل حزب کمونیست اتحاد جماهیر شوروی شد و در سال ۱۹۸۵ به قدرت رسید، روند آزادسازی اقتصادی را با برچیدن اقتصاد دستوری و حرکت به سمت یک اقتصاد مختلطبا الگوبرداری از سیاست اقتصادی نوین لنین آغاز کرد. اتحاد جماهیر شوروی در پایان سال ۱۹۹۱ با انحلال خود، فدراسیون روسیه را با انبوهی از ۶۶ میلیارد دلار بدهی خارجی و با اندک چند میلیارد دلار ذخایر خالص طلا و ارز به وجود آورد.
خواسته‌های پیچیده اقتصاد مدرن تا حدودی برنامه ریزان مرکزی شوروی را محدود کرد. فساد و دستکاری داده‌ها (با گزارش دادن اشتباه موفقیت در اهداف و سهمیه‌های برآورده‌شده)، در میان بوروکراسی رایج شد و در نتیجه بحران را عمیق‌تر کرد. از دوران استالین تا اوایل دوران برژنف، اقتصاد شوروی بسیار کندتر از ژاپن و کمی سریعتر از ایالات متحده رشد کرد. سطح تولید ناخالص داخلی در سال ۱۹۵۰ (به میلیارد و ۱۹۹۰ دلار) در اتحاد جماهیر شوروی ۵۱۰ (۱۰۰٪)، در ژاپن ۱۶۱ (۱۰۰٪) و در ایالات متحده ۱۴۵۶ (۱۰۰٪) بود. تا سال ۱۹۶۵، مقادیر مربوطه به ۱۰۱۱ (۱۹۸٪)، ۵۸۷ (۳۶۵٪) و ۲۶۰۷ (۱۷۹٪) تغییر یافت. اتحاد جماهیر شوروی خود را به عنوان دومین اقتصاد بزرگ جهان از نظر ارزش برابری اسمی و برابری قدرت خرید در طول جنگ سرد و زمانی که ارزش اسمی اقتصاد ژاپن از ۳ تریلیون دلار فراتر رفت را حفظ کرد.
بخش مصرف‌کننده نسبتاً کوچک اتحاد جماهیر شوروی کمتر از ۶۰ درصد از تولید ناخالص داخلی این کشور را در سال ۱۹۹۰ تشکیل می‌داد در حالی که بخش‌های صنعتی و کشاورزی به ترتیب ۲۲ درصد و ۲۰ درصد در سال ۱۹۹۱ میلادی سهم داشتند. کشاورزی پیش از صنعتی شدن گسترده در دوران جوزف استالین، شغل غالب در اتحاد جماهیر شوروی بود. بخش خدمات در اتحاد جماهیر شوروی از اهمیت پایینی برخوردار بود و اکثریت نیروی کار در بخش دوم اقتصاد به کار گرفته شده بودند. کل نیروی کار ۱۵۲٫۳ میلیون نفر بود. اگرچه تولید ناخالص داخلی آن در دهه ۱۹۷۰ از ۱ تریلیون دلار و در دهه ۱۹۸۰ از ۲ تریلیون دلار گذشت، تأثیرات برنامه‌ریزی مرکزی به دلیل رشد سریع اقتصاد دوم در اتحاد جماهیر شوروی به تدریج مخدوش شد.

## تجارت خارجی و پول ملی
اتحاد جماهیر شوروی که عمدتاً خودکفا بود، در مقایسه با قدرت اقتصادی خود، تجارت کمی داشت. با این حال، و از آنجایی که دولت به دنبال جبران شکاف تولید داخلی با واردات بود، تجارت با کشورهای غیر کمونیستی در دهه ۱۹۷۰ افزایش یافت.
به‌طور کلی سوخت، فلزات و الوار صادر می‌شد. ماشین آلات، کالاهای مصرفی و گاهی غلات وارد می‌شد. در دهه ۱۹۸۰ تجارت با کمکان (COMECON) حدود نیمی از حجم تجارت شوروی با جهان را شکل می‌داد.
به‌طور کلی، سیستم بانکی بسیار متمرکز و کاملاً توسط یک بانک دولتی به نام گزبنک کنترل می‌شد و این بانک پاسخگوی تحقق برنامه‌های اقتصادی دولت بود. بانک‌های شوروی به شرکت‌های دولتی اعتبار کوتاه مدت می‌دادند.

### به روسی
- Kara-Murza, Sergey (2004). Soviet Civilization: From 1917 to the Great Victory (in Russian) Сергей Кара-Мурза. Советская цивилизация. От начала до Великой Победы. شابک ‎۵−۶۹۹−۰۷۵۹۰−۹.
- Kara-Murza, Sergey (2004). Soviet Civilization: From the Great Victory Till Our Time (in Russian). Сергей Кара-Мурза. Советская цивилизация. От Великой Победы до наших дней. شابک ‎۵−۶۹۹−۰۷۵۹۱−۷.